# Levantiska kompaniet
Levantiska kompaniet eller Svenska Levantiska Compagniet kallades ett 20 februari 1738 privilegierat svenskt kompani, som fick uteslutande rätt (jämför monopol) att under tio års tid idka handel på Levanten "till alla från kusten av Morea belägna hamnar och orter".

## Historik

Gustaf Kierman var en av grundarna av det Svenska Levantiska Compagniet.

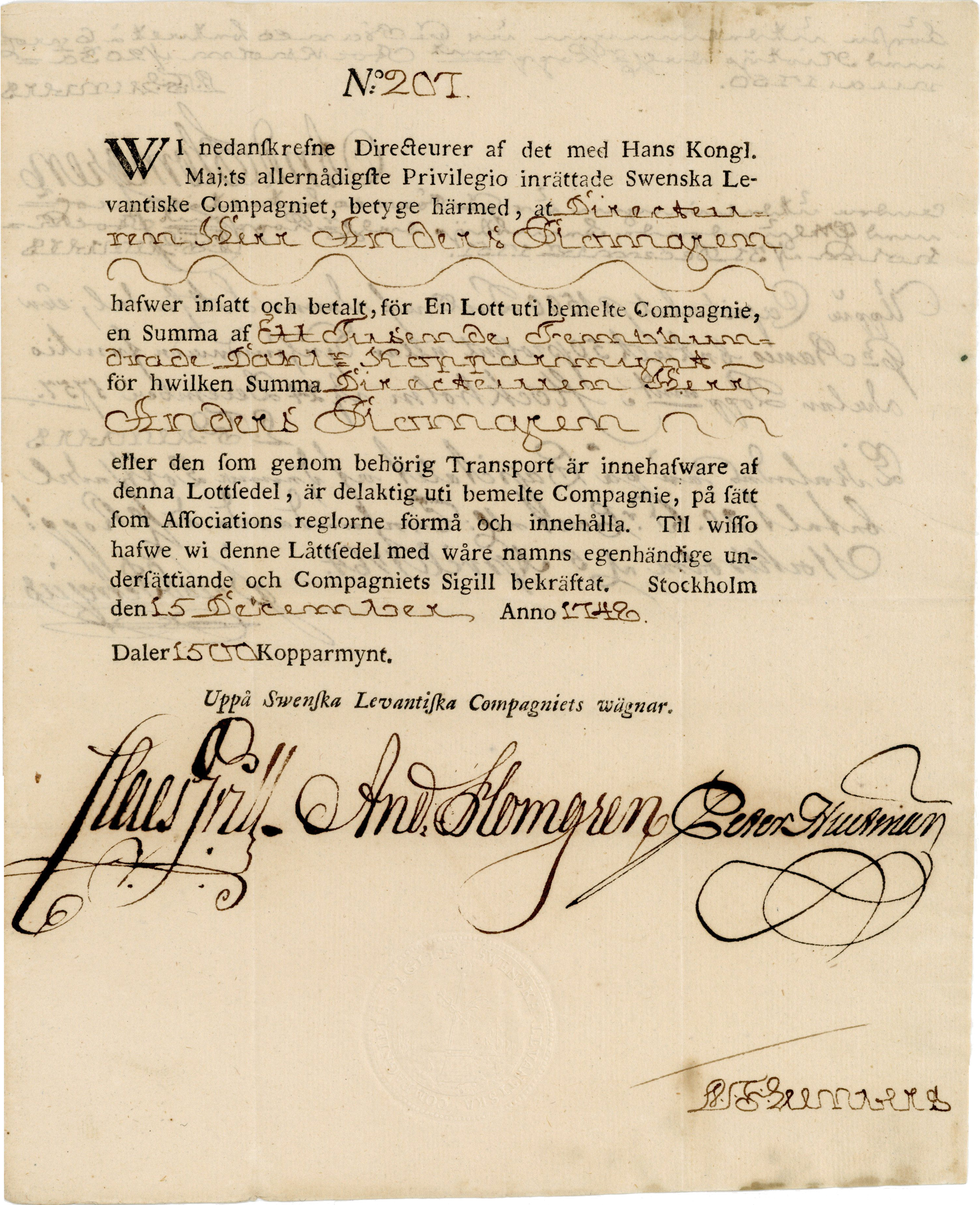
Aktiebrev av Svenska Levantiska Compagniet för 1500 daler kopparmynt, utgiven den 15 december 1748, utställd i Stockholm till direktör Anders Plomgren och undertecknad i original av honom och Claes Grill

Genom Kongl. May:ts nådiga resolution angående Sweriges siöfart och handel på Levanten, gifwen Stockholm i rådcammaren, den 20 febr. anno 1738. Stockholm erhöll Johan Clason, Claes Grill, Michel Hising, Samuel Worster, Hindrich Schröder & Son, Anders och Thomas Plomgren, Gustaf Kierman och Jacob Buckau ensamrätt att i tio år driva levantinsk handel. Allmänheten gavs möjlighet att köpa aktier i bolaget. En direktion om 4-5 medlemmar utsågs.
Levantiska kompaniet fick nederlagsfrihet på alla utländska varor, som skulle exporteras till Levanten, samt tullfrihet på alla från riket dit utförda effekter. För levantiska varor och rudimaterier, som infördes till Sverige, medgavs likaledes tullfrihet, utom för dem, "som på något sätt rörde inrikes fabrikers uppkomst och förkovran". Dessa importerade varor skulle direktionen få bortauktionera. På direktionens ansökan och ständernas förord blev denna oktroj förnyad på ytterligare tio år 15 januari 1748. Den handelsverksamhet, som detta kompani utövade, blev inte särskilt stor eller vinstbringande. Sekreta utskottet vid 1752 års riksdag fann sig därför föranlåtet att hos regeringen hemställa, att nödvändiga åtgärder skulle vidtas för att öka den levantiska handeln. Ansträngningarna kom dock att misslyckas, och oktrojen inlöstes 1756.
Under kompaniets verksamhetstid genomfördes endast 14 resor med egna skepp och tre med inhyrda skepp.